# Congallus
Congallus oder Convallus war ein antiker römischer Toreut (Metallarbeiter), wahrscheinlich in der zweiten Hälfte des 1. Jahrhunderts wahrscheinlich in Gallien tätig.
Congallus ist heute nur noch aufgrund zweier Signaturstempel auf zwei Kasserollen aus Bronze bekannt. Diese wurden beide in einem Hügelgrab in Gallowflat, Rutherglen, South Lanarkshire, Schottland, gefunden.

## Einzelbelege
1. ↑  Richard Petrovszky: Studien zu römischen Bronzegefäßen mit Meisterstempeln. Leidorf, Buch am Erlbach 1993, S. 253, Nr. C.29.01+02.; CIL 7, 1294a.

| Personendaten    | Personendaten                              |
| ---------------- | ------------------------------------------ |
| NAME             | Congallus                                  |
| ALTERNATIVNAMEN  | Convallus                                  |
| KURZBESCHREIBUNG | antiker römischer Toreut                   |
| GEBURTSDATUM     | 1. Jahrhundert v. Chr. oder 1. Jahrhundert |
| STERBEDATUM      | 1. Jahrhundert oder 2. Jahrhundert         |